# 배기량

배기량

배기량(排氣量)은 내연 기관의 연소 정도에 영향을 미치는 용적의 크기를 나타내는 수치로 엔진의 성능지표 중 하나이다. 단위는 입방센티미터(cm3, cc)이지만, 관습적으로 리터를 사용하거나 다른 나라에서는 입방인치를 사용하는 경우도 있다.
일반적으로는 배기량이 커지는 것에 따라 시간 당 많은 혼합가스를 연소시키기 때문에 엔진의 토크와 출력은 증가한다. 반대로 연비는 악화된 경향이 있지만 기계손해나 파워 밴드, 엔진 설계의 관계상 고배기량 엔진이 반드시 저연비인 것은 아니다.
엔진 실린더 내에서 피스톤이 상하하는 범위의 체적을 일정용적과 좋은 이 값과 실린더 개수를 합하면 총배기량이 된다. 내경을 d (mm), 일정을 S(mm), 실린더수를 N으로 했을 경우 엔진의 총배기량D(cc)는 다음과 같이 나타낸다.
{\displaystyle D={\frac {\pi d^{2}SN}{4000}}}

## 같이 보기
- 압축비